# Michel López
Michel López Núñez (* 5. November 1976 in Pinar del Río) ist ein ehemaliger kubanischer Superschwergewichtsboxer. Er ist Bruder des Ringers Mijaín López.

## Karriere
Sein erster internationaler Erfolg war der Gewinn der Juniorenweltmeisterschaft im Schwergewicht 1994 in Istanbul, er besiegte dort im Finale den Ukrainer Wladimir Klitschko nach Punkten.
In den 1990ern stand der Rechtsausleger in Kuba lange im Schatten von Alexis Rubalcaba, der ihn mehrfach schlug. Erst als dieser 2002 seine Karriere beendete, wurden Pedro Carrión und López zunächst die international eingesetzten Boxer der Klasse. So kam er bei Amateurweltmeisterschaften bisher in der Regel nicht zum Zuge: 1997 und 1999 war Rubalcaba, 2001 und 2003 Carrión und 2005 Olympiasieger Odlanier Solís der kubanische Vertreter in der höchsten Gewichtsklasse.
An den Panamerikanischen Spielen durfte er 2003 erstmals teilnehmen und wurde Zweiter, er verlor das Finale gegen den US-Amerikaner Jason Estrada.
Im Jahr 2004 nahm er an den Olympischen Spielen in Athen teil und besiegte den Usbeken Rustam Saidov (18-13), seinen formschwachen Rivalen Estrada (21-7) bevor er gegen den unbekannten Ägypter Mohamed Aly (16-18) unterlag und Bronze gewann.
Beim Chemiepokal belegte er 2005 den zweiten Platz, im Halbfinale gelang ihm ein Erstrunden-KO gegen Steffen Kretschmann, im Finale verlor er nach Punkten gegen den Litauer Jaroslawas Jaksto. 2006 gewann López die Zentralamerikanischen und Karibischen Spiele in Cartagena. Als Solís in das Superschwergewicht aufstieg, musste er befürchten, trotz ausgeglichener Bilanz (3-3) gegen Solís, nicht mehr eingesetzt zu werden, was aber nach dessen Flucht 2006 hinfällig wurde.
Allerdings verlor er im Januar 2007 bei den Landesmeisterschaften im Finale gegen den jungen Robert Alfonso, der ihn aus der Nationalmannschaft verdrängte und bei den Meisterschaften im Januar 2008 erneut auf den zweiten Platz verwies. Michel López zog sich anschließend vom aktiven Sport zurück.